# Dindigul
Dindigul (tàmil திண்டுக்கல்) és una ciutat i municipi de Tamil Nadu, capital del districte de Dindigul. Està situada a 10° 21′ N, 77° 57′ E / 10.35°N,77.95°E i la seva població al cens del 2001 era de 196.619 habitants.

## Història
Dindigul fou capital d'una província semiindependent sota domini nominal dels nayaks de Madura. Disposava d'un important fort. Entre 1623 i 1659 va ser lloc d'enfrontaments entre les forces del Nayak i els marathes i Mysore. El polegar de Dindigal tenia en aquest temps l'autoritat i dominava també sobre 18 caps locals veïns. Al segle xviii fou ocupada per Chanda Sahib, ministre del nawab del Carnàtic, i després successivament pels marathes i per Mysore, però entremig restava en poder del polegar local. El 1755 Haidar Ali va dominar la regió i hi va establir guarnició. El 1767 fou capturada pel coronel Wood però restaurada a Haidar Ali el 1769 d'acord amb el tractat signat aquest any. El 1783 fou ocupada pel coronel Lang i altre cop restaurada a Mysore el 1784 pel tractat de Bangalore. El 1790 fou ocupada definitivament pel coronel Stuart i cedida a la Companyia Britànica de les Índies Orientals pel tractat de 1792 amb Tipu Sultan.